# Hoằng Trường
Hoằng Trường là một xã thuộc huyện Hoằng Hóa, tỉnh Thanh Hóa, Việt Nam.
Xã Hoằng Trường có diện tích 5,97 km², dân số năm 2010 là 9807 người, mật độ dân số đạt 1643 người/km².